# Joseph Evouna
Joseph Evouna (* 23. Oktober 1952) ist ein ehemaliger kamerunischer Radrennfahrer.

## Sportliche Laufbahn
Evouna war im Straßenradsport aktiv. Er war Teilnehmer der Olympischen Sommerspiele 1972 in München. Das olympische Straßenrennen beendete er nicht. Im Mannschaftszeitfahren kam der Vierer aus Kamerun mit Jean Bernard Djambou, Joseph Evouna, Joseph Kono und Nicolas Owona auf den 33. Rang. 
1980 wurde er erneut für die Sommerspiele nominiert. Im olympischen Straßenrennen schied er wie alle seine Teamkameraden aus.

## Berufliches
Evouna war später Technischer Direktor im Radsportverband von Kamerun.